# Murs de Vetulonia

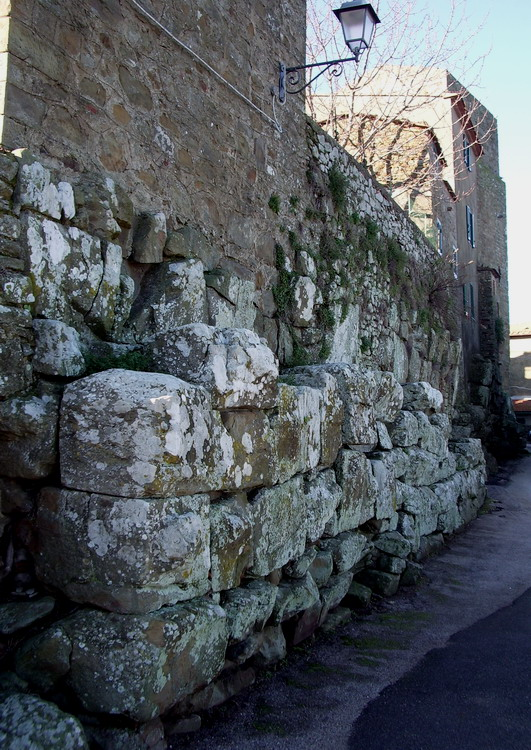
Partie des murs cyclopéens dell'Arce, en haut du village actuel de Vetulonia.

Les murs de Vetulonia (en italien : Mura di Vetulonia ou Mura dell'Arce) sont les vestiges archéologiques d'une muraille d'époque étrusque (fin VIe-Ve siècle av. J.-C.) de la frazione Vetulonia de la commune de Castiglione della Pescaia (province de Grosseto), en Toscane.

## Description
Les murs de Vetulonia entouraient complètement la partie la plus élevée de la cité, où probablement se situait l'acropole, dont la superficie est d'environ 16 ha.
Les vestiges de ces murs cyclopéens sont visibles dans la partie nord de la ville, au centre du bourg médiéval, où fut érigé le Cassero Senese. Les quelques restes archéologiques sont englobés entre deux constructions médiévales. Ils se composent de parements externes en blocs de pierre de forme polygonale remplis de pierraille de petit calibre.

## Vestiges archéologiques
En ce lieu a été trouvé un dépôt de casques datant du Ve siècle av. J.-C., dont certains sont conservés au musée archéologique national de Florence et d'autres au Kunsthistorisches Museum de Vienne. 
De nombreux exemplaires comportent la même inscription incisée « HASPNA », se rapportant probablement à leurs propriétaires, un prince guerrier ou un clan familial possédant son armée privée.